# Algemeen Nederlands Jeugd Verbond

Logo van het ANJV

Het Algemeen Nederlands Jeugd Verbond (ANJV) is een voormalige Nederlandse communistische politieke jongerenorganisatie. De organisatie werd opgericht op 15 juni 1945 en had als doel de oprichting van één socialistische jeugdbeweging. Organisatorisch gezien was het ANJV onafhankelijk, maar politiek gezien was het gelieerd aan de Communistische Partij van Nederland. Dit bleek bijvoorbeeld uit het feit dat CPN-activisten en -Kamerleden veelvuldig aan het woord kwamen in ANJV-folders. Een aantal CPN-voormannen zoals Marcus Bakker, Henk Hoekstra en Joop Wolff waren in hun jonge jaren bestuurders van het ANJV. Andere leiders waren Rinus Haks en Han de Leeuw. Het blad van het ANJV heette Jeugd.
Vanaf halverwege de jaren negentig van de twintigste eeuw bestond het ANJV alleen nog uit de afdeling Amsterdam. De organisatie raakte haar subsidie kwijt omdat ze geen deel uit ging maken van DWARS, de jongerenorganisatie van GroenLinks. Het Amsterdamse ANJV was gevestigd aan de Spuistraat 47A in Amsterdam. In 2012 werd door het ANJV alsnog contact gezocht met Dwars om over te gaan tot een fusie.